# Flora of Australia (series)
La Flora of Australia es una serie que describe en 59 volúmenes, plantas vasculares, briofitos y líquenes presentes en Australia y sus territorios externos. La serie es publicada por el Estudio de los recursos biológicos de Australia , que estima que en la serie al completo se describen más de 20.000 especies de plantas.

## Serie
El volumen nº 1 de la serie fue publicado en 1981, una segunda edición ampliada fue lanzada en 1999. La serie utiliza el sistema de Cronquist de la taxonomía. El RSBA también publicó el Hongos de Australia, el Algas de Australia y la Flora de Australia complementario de la serie.

## Otras floras Australianas
- 1793-95 - J. E. Smith - Specimen of the Botany of New Holland
- 1804-05 - J. E. Smith - Exotic Botany
- 1804-07 - J. J. H. de Labillardière - Novae Hollandiae Plant. Spec
- 1810 - R. Brown - Prodromus Florae Novae Hollandiae et Insulae Van Diemen
- 1814 - R. Brown - Botanical Appendix to Flinders' Voyage
- 1849 - R. Brown - Botanical Appendix to C. Sturt, Narrative of an Expedition into Central Australia
- 1856 - J. D. Hooker - Introductory Essay, Flora Tasmaniae
- 1863-78 - G. Bentham - Flora Australiensis
- 1882 - F. Mueller - Systematic Census of Australian Plants
- 1889 - F. Mueller - Second Systematic Census
- 1990 - R. J. Hnatiuk - Census of Australian Vascular Plants